# Pennsylvanias generalförsamling
Pennsylvanias generalförsamling (engelska: Pennsylvania General Assembly) är den lagstiftande församlingen i den amerikanska delstaten Pennsylvania. 

## Senaten
Pennsylvanias senat (engelska: Pennsylvania State Senate) består av 50 senatorer som representerar 50 distrikt i majoritetsval som tjänstgör i 4-åriga mandatperioder. Hälften av senaten väljs vartannat år, uppdelat med de från distrikt med jämna och udda tal.
För att vara valbar som senator krävs 25 års ålder, amerikanskt medborgarskap, fyra års bosättning i delstaten samt 1 år i det distrikt som valet sker.

## Representanthuset
Pennsylvanias representanthus (engelska: Pennsylvanias House of Representatives) består av 203 ledamöter valda från 203 distrikt i majoritetsval som tjänstgör i 2-åriga mandatperioder.
För att vara valbar som ledamot av representanthuset krävs 21 års ålder, amerikanskt medborgarskap, fyra års bosättning i delstaten samt 1 år i det distrikt som valet sker.
I varken representanthuset eller senaten finns någon begränsning för antalet mandatperioder en ledamot eller senator kan tjänstgöra.

## Bildgalleri

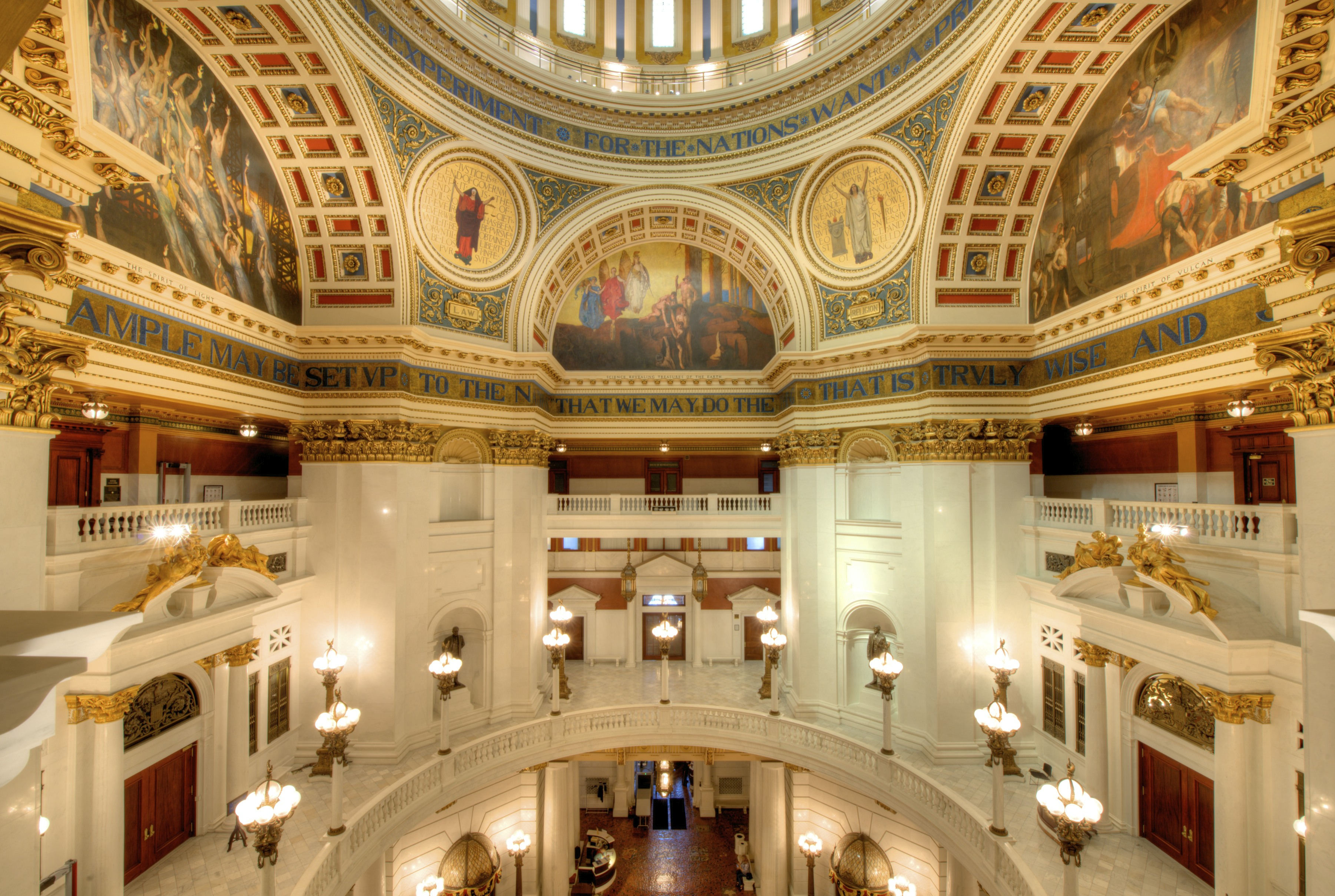
Rotundan i Pennsylvania State Capitol
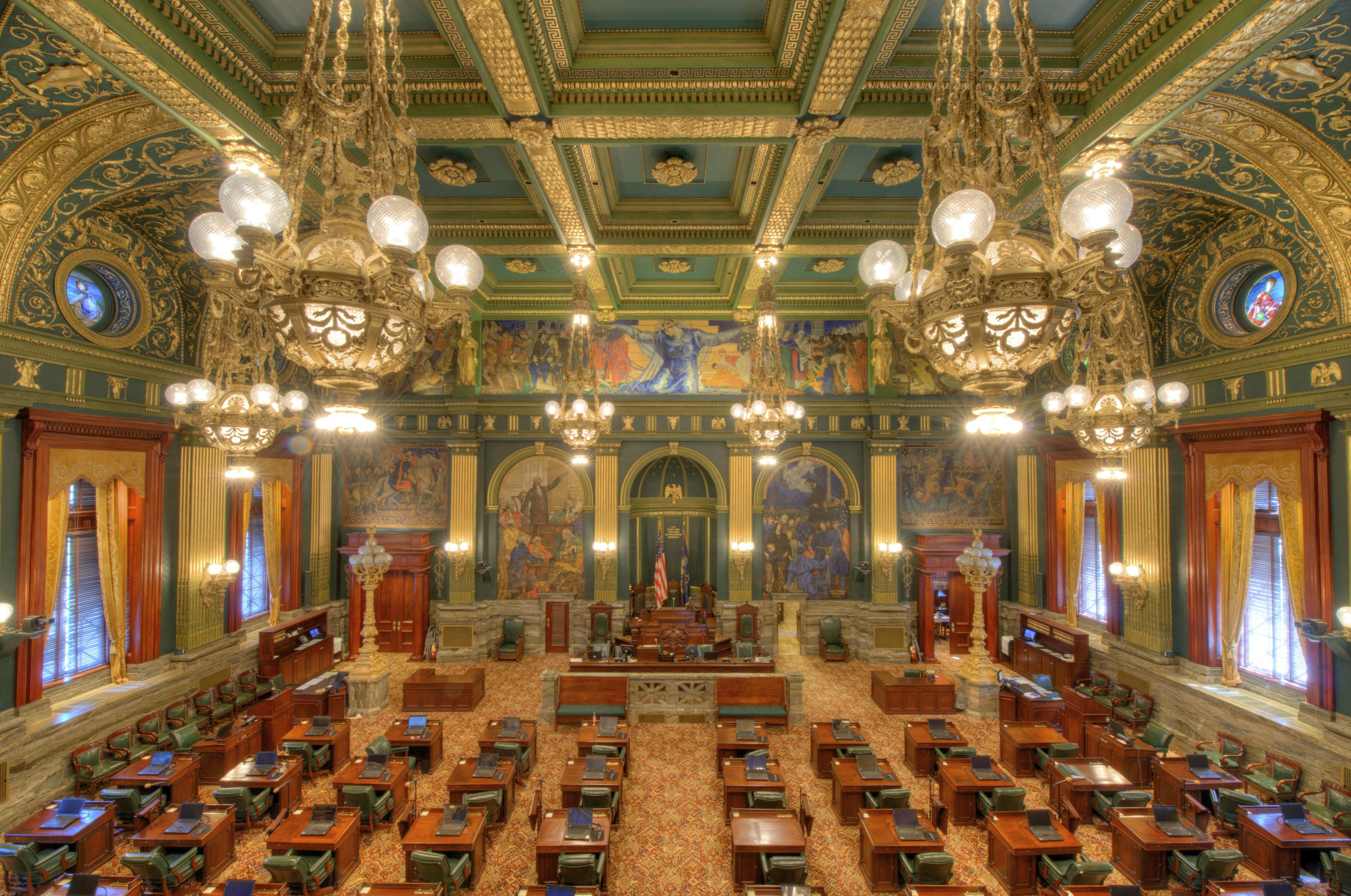
Senatens kammare
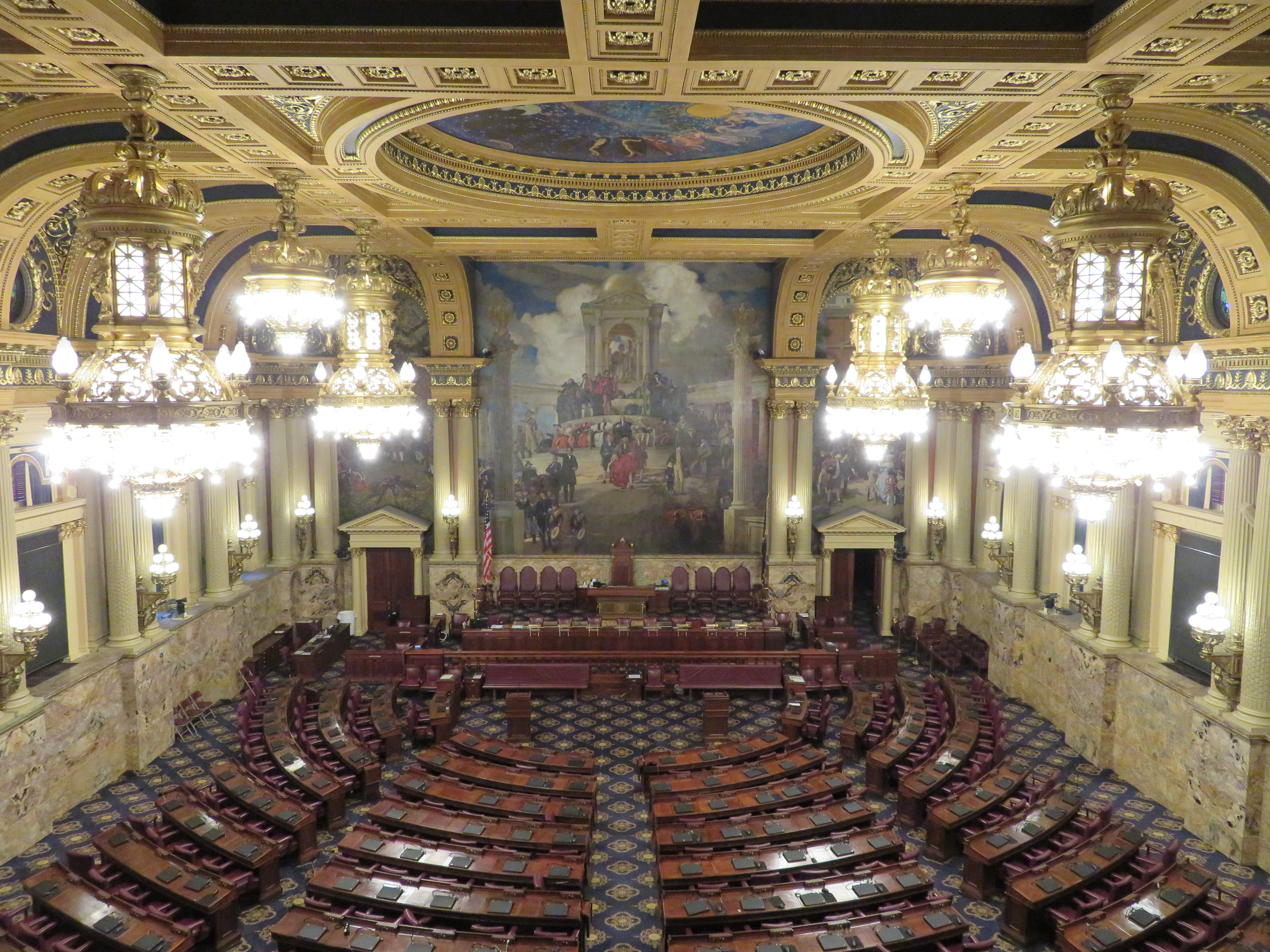
Representanthusets kammare